# Actua Pool
Actua Pool es un videojuego de simulación deportiva desarrollado por la compañía británica Gremlin Interactive como parte de su exitosa serie de simuladores deportivos Actua Sports de mediados a fines de la década de 1990. Actua Pool se lanzó originalmente en la plataforma Microsoft Windows y la consola Sony PlayStation en 1999. Estas versiones también se publicaron bajo el nombre de Pool Shark. El juego fue muy bien recibido, alabado por su motor físico realista y desafiantes oponentes de IA. El juego generó una secuela que no tuvo tanto éxito. En 2007, Actua Pool fue portado a la consola de juegos portátil Nintendo DS. 

## Descripción
Actua Pool es un juego de simulación de billar con docenas de modos de juego, que incluyen ocho bolas, nueve bolas, tres bolas, diez bolas, varios estilos extranjeros y reglas tradicionales de snooker. Hay docenas de lugares, oponentes diversos e incluso mesas de formas diferentes y únicas también están disponibles para desbloquear. 
En el modo de un jugador, llamado "Hustle Mode", el personaje debe ir a bares, casinos, salas de billar y clubes nocturnos y vencer a 18 retadores de habilidades cada vez mayores en una gama de mesas desafiantes. Hay un tutorial interactivo si el jugador lo desea, y el jugador puede aprender cientos de tiros del tutorial. Cada oponente  individual tiene su propia apariencia, voz, modales, estilo de juego y dificultad únicos y ganar torneos  desbloquean nuevos oponentes para retar y lugares para jugar. El último oponente es el mismo Diablo, a quien jugarás en el Infierno en su propia mesa de billar y jugarás por tu alma. 
También están los modos tradicionales de dos jugadores, así como tres jugadores, cuatro jugadores, etc. Puede participar cualquier cantidad de jugadores, y también hay torneos para hasta 16 jugadores en los que también se pueden incluir los retadores del modo de un jugador. Los personajes de los jugadores son completamente personalizables y las estadísticas de los personajes determinan la habilidad de un jugador individual. 

## Sedes y oponentes
- Candy's Bar es un restaurante y bar en Illinois en los Estados Unidos acompañado de música easy listening . Los oponentes allí son un ex camionero llamado "Slim Chance" (el jugador más pobre del juego), y Candy Girl, una camarera muy hábil de 26 años, campeona nacional de pool y también propietaria del lugar. La única mesa desbloqueable de este lugar es una mesa de esquinas hexagonales .
- The Croc Shack es una cabaña de playa y bar junto al mar en Australia con música de calipso . Los oponentes son "Wipeout", un surfista australiano rubio, y su tío "Boom Bruce", un personaje estilo Crocodile Dundee. La única mesa desbloqueable de este lugar es una mesa cuadrada.
- The Pit es un club de motos / parada de camiones de Seattle con música rock y una rocola . Los oponentes aquí son Ed Case, un motero fornido y calvo que juega casi todos los tiros con gran poder, y su novia, una mujer punk de pelo naranja llamada Chopper. La mesa desbloqueable de este lugar es una mesa lateral cuadrada.
- Paradize Hole es un club de hip hop en la ciudad de Nueva York. Los oponentes allí son "TikTok", un prometedor estafador afroamericano de 14 años, y su mentor de 24 años, el proxeneta apuesto conocido como "Nu Jack Hustler". La única mesa desbloqueable de este lugar es una mesa con lados en forma de  diamante .
- The 1815 Club es un club inglés conservador y tradicional frecuentado por miembros del ejército británico. Este está ubicado dentro de una antigua casa de campo en Aldershot, en la campiña inglesa, y ofrece música clásica. Los oponentes aquí son el teniente James Jasse , y el anciano identificado solo como "El Coronel". La única mesa desbloqueable de este lugar es una mesa con lados hexagonales.
- Neon City se encuentra en Kioto, Japón y cuenta con brillantes luces de neón, una mesa de billar de plástico transparente y una banda sonora techno . Los oponentes aquí son una cantante femenina de J-Pop llamada Idoru, y su hermano mayor conocido como "Sayonara Kid". La mesa desbloqueable única de este lugar es una mesa de esquinas cuadradas.
- Elysian Fields es un casino en Reno, Nevada. Los oponentes son Alvis Burger, un imitador rubio de Elvis que a menudo hará varios gestos relacionados al cantante a través del juego (como "rasguear" su taco de billar como una guitarra mientras suena la música si realiza un buen disparo) y Al Cheeseman, un presentador de programas de juegos con seguidores devotos que lo siguen a todas partes. Los partidarios de Cheeseman aplauden o lloran dependiendo de su desempeño y dado que es uno de los mejores jugadores del juego, generalmente aplauden y se ríen. La única mesa desbloqueable de este lugar es una mesa de esquinas de diamantes.
- Z Generation es un club británico retro de los años 80 que, en apariencia, no es muy diferente de Neon City, que incluye luces de neón y una mesa de billar transparente. Los oponentes aquí son una mujer rubia sensual llamada Tiffany, y un hombre de traje rubio llamado Gary No One, un jugador arrogante pero habilidoso que fue una ex estrella del pop en los años 80. La única mesa desbloqueable de este lugar es una mesa de esquinas triangulares.
- Philly Joe's Pool Hall es el penúltimo lugar del juego en "Hustle Mode" y en el que el jugador debe enfrentarse a Philly Joe, el dueño de este billar y el oponente con las mejores estadísticas del juego. También se dice que Philly Joe es el campeón indiscutible de todos los torneos internacionales de billar anteriores. Este lugar se juega en la mesa de Philly Joe en su suite de ático . La única mesa desbloqueable de este lugar es una mesa de esquinas parecidas a los cambios manuales de un auto .
- Judgement es un nivel  jugado en el infierno. La mesa de billar está suspendida en el aire sobre un pozo de fuego, con gritos que resuenan desde abajo, y el jugador desafía al mismo Diablo que aparece como un hombre calvo y flotante con un traje rojo. Las estadísticas del Diablo simplemente se enumeran como ??? debido a sus habilidades sobrenaturales en la mesa. Se ríe maniáticamente, y su cabeza gira sobre sus hombros. La tabla desbloqueable de este lugar es una mesa en forma de pentágono.

## Recepción
Al principio, Actua Pool estaba disfrutando de ventas impresionantes y también fue muy bien recibido y obtuvo calificaciones superiores al promedio en casi todas las revisiones. Los gráficos del juego generalmente se consideraban impresionantes en el momento del lanzamiento, y el motor físico del juego fue elogiado como muy realista y la IA bastante avanzada para un juego de billar.
Next Generation hizo una crítica la versión para PC del juego, calificándolo con cuatro estrellas de cinco, y declaró que "si hay un deporte en el que los 'muchachos estadounidenses' realmente puedan 'hundir sus dientes', tiene que ser el billar. La última versión del juego de THQ parece casi ridículamente competitiva ".  

## Legado
En 2003, Actua Pool fue relanzada para PC y PlayStation por Zoo Digital Publishing bajo su etiqueta "Zoo Classics". En 2007, U Wish Games lanzó otra versión actualizada para PC. En 2007, el juego fue rediseñado con gráficos mejorados por Frontline Studios, publicado por Zoo Digital Publishing y portado a la consola de juegos portátil Nintendo DS. Esta versión se conoce como Underground Pool en América del Norte. Esta versión disfrutó de buenas ventas, pero no recibió tan buena crítica como el juego original. Se ha notado que las características que hacían a cada oponente único se ha perdido en esa versión, al igual que todas las diferentes variaciones de reglas disponibles, ya que solo hay dos juegos diferentes en la versión de Nintendo DS, mientras que el original tenía docenas.

## Secuela
En 2004 se lanzó una secuela para Microsoft Windows y PlayStation 2 titulada Pool Shark 2. Fue desarrollado por Blade Interactive y publicado por Zoo Digital Publishing. El título de "Actua" no se incluyó ya que la serie Actua Sports se había desaparecido algunos años antes, al igual que los desarrolladores originales Gremlin Interactive, y por lo tanto Pool Shark 2 no es realmente parte de la misma serie del original. Aunque Pool Shark 2 tuvo mejores gráficos que Actua Pool debido a los avances en la tecnología del juego, la secuela no fue tan bien recibida como la original, y no disfrutó de buenas ventas como su predecesora. 